# Utopia (album de Travis Scott)
Pour les articles homonymes, voir Utopia (homonymie).
Albums de Travis Scott
Astroworld
(2018)
Utopia, parfois stylisé UTOPIA, est le quatrième album studio du rappeur américain Travis Scott, sorti le 28 juillet 2023, sur les labels Epic Records et Cactus Jack.

## Liste des titres
| No  | Titre                                                      | Durée |
| --- | ---------------------------------------------------------- | ----- |
| 1.  | Hyaena                                                     | 3:42  |
| 2.  | Thank God                                                  | 3:04  |
| 3.  | Modern Jam (participation Teezo Touchdown)                 | 4:15  |
| 4.  | My Eyes                                                    | 4:11  |
| 5.  | God's Country                                              | 2:07  |
| 6.  | Sirens                                                     | 3:24  |
| 7.  | Meltdown (participation Drake)                             | 4:06  |
| 8.  | Fe!n (participation Playboi Carti)                         | 4:19  |
| 9.  | Delresto (echoes) (participation Beyoncé)                  | 4:34  |
| 10. | I Know?                                                    | 3:31  |
| 11. | Topia Twins (participation 21 Savage & Rob49)              | 3:43  |
| 12. | Circus Maximus (participation The Weeknd & Swae Lee)       | 4:18  |
| 13. | Parasail (participation Yung Lean & Dave Chappelle)        | 2:34  |
| 14. | Skitzo (participation Young Thug)                          | 6:06  |
| 15. | Lost Forever (participation James Blake & Westside Gunn)   | 2:43  |
| 16. | Looove (participation Kid Cudi)                            | 3:46  |
| 17. | K-POP (participation Bad Bunny & The Weeknd)               | 3:05  |
| 18. | Telekinesis (participation Future & SZA)                   | 5:53  |
| 19. | Til Further Notice (participation 21 Savage & James Blake) | 5:14  |

## Classements hebdomadaires
| Classement (2023)                   | Meilleure place |
| ----------------------------------- | --------------- |
| Allemagne (Media Control AG)        | 2               |
| Australie (ARIA)                    | 1               |
| Autriche (Ö3 Austria Top 40)        | 1               |
| Belgique (Flandre Ultratop)         | 3               |
| Belgique (Wallonie Ultratop)        | 1               |
| Canada (Canadian Albums Chart)      | 1               |
| Danemark (Tracklisten)              | 1               |
| Espagne (Promusicae)                | 2               |
| États-Unis (Billboard 200)          | 1               |
| États-Unis (Top R&B/Hip-Hop Albums) | 1               |
| Finlande (Suomen virallinen lista)  | 1               |
| France (SNEP)                       | 1               |
| Irlande (Irish Albums Chart)        | 1               |
| Italie (FIMI)                       | 1               |
| Norvège (VG-lista)                  | 1               |
| Nouvelle-Zélande (RIANZ)            | 1               |
| Pays-Bas (Mega Album Top 100)       | 1               |
| Royaume-Uni (UK Albums Chart)       | 1               |
| Suède (Sverigetopplistan)           | 1               |
| Suisse (Schweizer Hitparade)        | 1               |

## Clips vidéos
- K-POP (avec Bad Bunny & The Weeknd) : 21 juillet 2023
- God's Country : 29 juillet 2023
- HYAENA ; MODERN JAM ; SIRENS ; DELRESTO (ECHOES) : 15 août 2023
- TOPIA TWINS (avec 21 Savage et Rob49) : 5 janvier 2024
- I Know ? : 23 janvier 2024
- FE!N (avec Playboi Carti ) : 30 mars 2024